# Ophiolepis impressa
Ophiolepis impressa is een slangster uit de familie Ophiolepididae. De wetenschappelijke naam van de soort werd in 1859 gepubliceerd door Christian Frederik Lütken.